# GRB 031203
GRB 031203 – rozbłysk gamma (GRB) zarejestrowany 3 grudnia 2003. Był powiązany z supernową SN 2003lw, która osiągnęła maksimum jasności około 20 dni po tym rozbłysku.

## Odkrycie
GRB 031203 został wykryty 3 grudnia 2003 przez satelitę INTEGRAL, o godz. 22:01:28 UTC. Czas trwania wynosił 20 sekund, a jego współrzędne wynosiły 08h 02m 30,20s oraz -39° 51′ 03,90″. Poświata rozbłysku została zaobserwowana w paśmie widzialnym przez Teleskop Mercator, w paśmie radiowym – przez VLA, oraz przez satelitę XMM-Newton w paśmie rentgenowskim.

## Halo rentgenowskie
6 godzin po wystąpieniu rozbłysku satelita XMM-Newton wykonał obserwacje tego rejonu nieba. Poświata rentgenowska była otoczona przez dwa koncentryczne pierścienie, których rozmiar się powiększał w miarę upływu czasu. Było to pierwsze halo rentgenowskie, które zaobserwowano wokół rozbłysku gamma. Pierścienie powstały w wyniku rozproszenia światła w słupach pyłu, znajdujących się na linii pomiędzy detektorem a rozbłyskiem.

## Energia
Przy przesunięciu ku czerwieni o wartości z = 0,105, GRB 031203 był najsłabszym wówczas odkrytym rozbłyskiem (najbliższym jest GRB 980425,
którego przesunięcie ku czerwieni wyniosło 0,008). Znajdował się w odległości ok. 1,3 mld lat świetlnych od Ziemi. Rozbłyski gamma, które przeważnie emitują porównywalną ilość energii, były wcześniej traktowane jako świece standardowe. Jednak GRB 031203 oraz wcześniejszy GRB 980425 były wyraźnymi wyjątkami modelu świecy standardowej ze względu na swój niski poziom energii wyjściowej. W wyniku tego odkrycia niektórzy naukowcy zaczęli uważać, iż GRB 031203 mógł być rozbłyskiem rentgenowskim, widzianym spoza jego osi, lub też członkiem nieznanej wcześniej klasy słabych, pobliskich rozbłysków.